# Шлирзе (општина)
Шлирзе (њем. Schliersee) град је у њемачкој савезној држави Баварска. Једно је од 17 општинских средишта округа Мисбах. Према процјени из 2010. у граду је живјело 6.573 становника. Посједује регионалну шифру (AGS) 9182131.

## Географски и демографски подаци
Шлирзе се налази у савезној држави Баварска у округу Мисбах. Град се налази на надморској висини од 784 метра. Површина општине износи 79,2 km². У самом граду је, према процјени из 2010. године, живјело 6.573 становника. Просјечна густина становништва износи 83 становника/km².

## Међународна сарадња
| Мјесто | Држава  | Врста сарадње | Од    |
| ------ | ------- | ------------- | ----- |
|        | Италија | партнерство   | 1986. |
| Извор  |         |               |       |